# Bretanya (regió administrativa)
Bretanya (en bretó: Breizh; en gal·ló: Bertaèyn; en francès: Bretagne) és una regió administrativa de França, la capital de la qual és Rennes.
La regió de Bretanya, creada pel govern de Vichy durant la Segona Guerra Mundial, comprèn el 80% de l'antic ducat de Bretanya, considerat el bressol de la nació bretona. El 20% restant pertany actualment al departament del Loira Atlàntic, que forma part de la regió del País del Loira, amb capital a Nantes, que era la capital històrica del ducat de Bretanya.

## Història
Mercès a l'aplicació de la llei Deferre del març del 1982, els 4 departaments (llevat el de Loira Atlàntic), formen part de la regió de desenvolupament de Bretagne, una mena d'experiment descentralitzador de caràcter únicament administratiu, sense veritables competències i sense control dels mitjans de producció, tot i que maneja pressupostos importants i pot decidir en política de subvencions a nivell local.
Tampoc té competències en el camp cultural i lingüístic, la llengua oficial a tots els efectes és el francès, tot i que s'ha obtingut de les autoritats regionals i locals algunes subvencions per a polítiques bretonistes i en algunes zones s'ha iniciat la retolació bilingüe d'alguns pobles (no oficial, bé que tolerada).
Té un Conseil regional, conseil régional o Kuzul-rannvro Breizh de 83 membres, mentre que el Liger Atlantel envia 31 escons al Consell regional del País del Loira, del que en forma part.